# Ioannis Lavrentis
Iōannis Geōrgios Lavrentis (in greco Ιωάννης Γεώργιος Λαβρεντις?; fl. XIX secolo) è stato un maratoneta greco.

## Biografia
Partecipò alle gare di atletica leggera delle prime Olimpiadi moderne che si svolsero ad Atene nel 1896, nella Maratona, nella quale si ritirò al 24º km.